# Wilhelm von Zastrow (général, 1779)
Ne doit pas être confondu avec Wilhelm von Zastrow (général, 1752).
Wilhelm Otto Karl Ewald von Zastrow (né le 7 décembre 1779 à Kösternitz et mort le 17 octobre 1842 à Elze) est un lieutenant général prussien.

## Biographie

### Origine
Wilhelm est issu de la famille Zastrow. Il est le fils du seigneur de Reinfeld et Kösternitz Ernst von Zastrow et de sa femme Luise Elisabeth, née von Ramel (de) (née en 1753).

### Carrière militaire
Zastrow étudie à partir du 26 juillet 1788 à l'école des cadets de Stolp (de) et part pour Berlin en août 1793. Le 18 mars 1795, il est engagé comme caporal dans le 56e régiment d'infanterie "von Reissenstein (de)" de l'armée prussienne. En 1797, il est promu enseigne dans le régiment et la même année sous-lieutenant. En 1806, il est fait prisonnier lors de la capitulation de Magdebourg lors de la guerre de la Quatrième Coalition.
En 1809, il est à nouveau dans l'infanterie prussienne en tant que premier-lieutenant et en 1810, il est agrégé au 8e régiment d'infanterie du Corps. En 1812, il est promu capitaine d'état-major, en 1813 capitaine et commandant de compagnie. Zastrow participe aux guerres napoléoniennes et combat dans les batailles de Lützen, Bautzen, Katzbach, Laon, Château-Thierry et Paris, entre autres. Au cours de la campagne, il est blessé deux fois et reçoit les deux classes de la croix de fer et l'ordre de Saint-Vladimir de 4e classe.
En 1815, il est promu major, en 1817 il devient commandant de bataillon, en 1828 lieutenant-colonel et en 1830 commandant du 30e régiments d'infanterie. En 1833, Zastrow est nommé commandant du 21e régiment d'infanterie (de) et en 1837 commandant de la 13e brigade de Landwehr à Münster, mais la même année, il est à nouveau agrégé au 21e régiment d'infanterie. À l'occasion de sa promotion au grade de major général, Zastrow est décoré le 30 mars 1838 de l'ordre de l'Aigle rouge de 3e classe avec le ruban. Le 21 juillet 1842, il reçoit le caractère de lieutenant-général et est autorisé à prendre sa retraite avec la pension légale.
Il meurt à peine quatre mois plus tard d'un grave mal de gorge à Elze sur le chemin de Münster à Berlin, où il avait l'intention de prendre sa retraite. Zastrow est également enterré au cimetière d'Elze.

### Famille
Zastrow se maria le 25 novembre 1819 à Francfort-sur-l'Oder avec Johanna Ulrike Lemke (1792-1845), la fille du conseiller de guerre Johann Karl Lemke. Deux fils sont nés de ce mariage :
- Karl (1821–1877), sous-lieutenant prussien et peintre
- Paul (1827-1876), major prussien